# All-NBA Team 1980-1990
Cestisti inseriti nell'All-NBA Team per il periodo 1980-1990. A partire dalla stagione 1988-1989 venne nominato un terzo quintetto.

## Elenco
|           | Membri del Naismith Memorial Basketball Hall of Fame |
| Grassetto | NBA Most Valuable Player                             |

| 1980-1981 | Julius Erving (4)        | Philadelphia 76ers  | Marques Johnson (3)      | Milwaukee Bucks        | nessun 3º quintetto   | nessun 3º quintetto    | nessun 3º quintetto |
| 1980-1981 | Larry Bird (2)           | Boston Celtics      | Adrian Dantley           | Utah Jazz              | nessun 3º quintetto   | nessun 3º quintetto    | nessun 3º quintetto |
| 1980-1981 | Kareem Abdul-Jabbar (11) | Los Angeles Lakers  | Moses Malone (3)         | Houston Rockets        | nessun 3º quintetto   | nessun 3º quintetto    | nessun 3º quintetto |
| 1980-1981 | George Gervin (5)        | San Antonio Spurs   | Otis Birdsong            | Kansas City Kings      | nessun 3º quintetto   | nessun 3º quintetto    | nessun 3º quintetto |
| 1980-1981 | Dennis Johnson (2)       | Phoenix Suns        | Nate Archibald (5)       | Boston Celtics         | nessun 3º quintetto   | nessun 3º quintetto    | nessun 3º quintetto |
| 1981-1982 | Larry Bird (3)           | Boston Celtics      | Alex English             | Denver Nuggets         | nessun 3º quintetto   | nessun 3º quintetto    | nessun 3º quintetto |
| 1981-1982 | Julius Erving (5)        | Philadelphia 76ers  | Bernard King             | Golden State Warriors  | nessun 3º quintetto   | nessun 3º quintetto    | nessun 3º quintetto |
| 1981-1982 | Moses Malone (4)         | Houston Rockets     | Robert Parish            | Boston Celtics         | nessun 3º quintetto   | nessun 3º quintetto    | nessun 3º quintetto |
| 1981-1982 | George Gervin (6)        | San Antonio Spurs   | Magic Johnson            | Los Angeles Lakers     | nessun 3º quintetto   | nessun 3º quintetto    | nessun 3º quintetto |
| 1981-1982 | Gus Williams (2)         | Seattle SuperSonics | Sidney Moncrief          | Milwaukee Bucks        | nessun 3º quintetto   | nessun 3º quintetto    | nessun 3º quintetto |
| 1982-1983 | Larry Bird (4)           | Boston Celtics      | Alex English (2)         | Denver Nuggets         | nessun 3º quintetto   | nessun 3º quintetto    | nessun 3º quintetto |
| 1982-1983 | Julius Erving (6)        | Philadelphia 76ers  | Buck Williams            | New Jersey Nets        | nessun 3º quintetto   | nessun 3º quintetto    | nessun 3º quintetto |
| 1982-1983 | Moses Malone (5)         | Philadelphia 76ers  | Kareem Abdul-Jabbar (12) | Los Angeles Lakers     | nessun 3º quintetto   | nessun 3º quintetto    | nessun 3º quintetto |
| 1982-1983 | Magic Johnson (2)        | Los Angeles Lakers  | George Gervin (7)        | San Antonio Spurs      | nessun 3º quintetto   | nessun 3º quintetto    | nessun 3º quintetto |
| 1982-1983 | Sidney Moncrief (2)      | Milwaukee Bucks     | Isiah Thomas             | Detroit Pistons        | nessun 3º quintetto   | nessun 3º quintetto    | nessun 3º quintetto |
| 1983-1984 | Larry Bird (5)           | Boston Celtics      | Adrian Dantley (2)       | Utah Jazz              | nessun 3º quintetto   | nessun 3º quintetto    | nessun 3º quintetto |
| 1983-1984 | Bernard King (2)         | New York Knicks     | Julius Erving (7)        | Philadelphia 76ers     | nessun 3º quintetto   | nessun 3º quintetto    | nessun 3º quintetto |
| 1983-1984 | Kareem Abdul-Jabbar (13) | Los Angeles Lakers  | Moses Malone (6)         | Philadelphia 76ers     | nessun 3º quintetto   | nessun 3º quintetto    | nessun 3º quintetto |
| 1983-1984 | Magic Johnson (3)        | Los Angeles Lakers  | Sidney Moncrief (3)      | Milwaukee Bucks        | nessun 3º quintetto   | nessun 3º quintetto    | nessun 3º quintetto |
| 1983-1984 | Isiah Thomas (2)         | Detroit Pistons     | Jim Paxson               | Portland Trail Blazers | nessun 3º quintetto   | nessun 3º quintetto    | nessun 3º quintetto |
| 1984-1985 | Larry Bird (6)           | Boston Celtics      | Terry Cummings           | Milwaukee Bucks        | nessun 3º quintetto   | nessun 3º quintetto    | nessun 3º quintetto |
| 1984-1985 | Bernard King (3)         | New York Knicks     | Ralph Sampson            | Houston Rockets        | nessun 3º quintetto   | nessun 3º quintetto    | nessun 3º quintetto |
| 1984-1985 | Moses Malone (7)         | Philadelphia 76ers  | Kareem Abdul-Jabbar (14) | Los Angeles Lakers     | nessun 3º quintetto   | nessun 3º quintetto    | nessun 3º quintetto |
| 1984-1985 | Magic Johnson (4)        | Los Angeles Lakers  | Michael Jordan           | Chicago Bulls          | nessun 3º quintetto   | nessun 3º quintetto    | nessun 3º quintetto |
| 1984-1985 | Isiah Thomas (3)         | Detroit Pistons     | Sidney Moncrief (4)      | Milwaukee Bucks        | nessun 3º quintetto   | nessun 3º quintetto    | nessun 3º quintetto |
| 1985-1986 | Larry Bird (7)           | Boston Celtics      | Charles Barkley          | Philadelphia 76ers     | nessun 3º quintetto   | nessun 3º quintetto    | nessun 3º quintetto |
| 1985-1986 | Dominique Wilkins        | Atlanta Hawks       | Alex English (3)         | Denver Nuggets         | nessun 3º quintetto   | nessun 3º quintetto    | nessun 3º quintetto |
| 1985-1986 | Kareem Abdul-Jabbar (15) | Los Angeles Lakers  | Hakeem Olajuwon          | Houston Rockets        | nessun 3º quintetto   | nessun 3º quintetto    | nessun 3º quintetto |
| 1985-1986 | Magic Johnson (5)        | Los Angeles Lakers  | Sidney Moncrief (5)      | Milwaukee Bucks        | nessun 3º quintetto   | nessun 3º quintetto    | nessun 3º quintetto |
| 1985-1986 | Isiah Thomas (4)         | Detroit Pistons     | Alvin Robertson          | San Antonio Spurs      | nessun 3º quintetto   | nessun 3º quintetto    | nessun 3º quintetto |
| 1986-1987 | Larry Bird (8)           | Boston Celtics      | Dominique Wilkins (2)    | Atlanta Hawks          | nessun 3º quintetto   | nessun 3º quintetto    | nessun 3º quintetto |
| 1986-1987 | Kevin McHale             | Boston Celtics      | Charles Barkley (2)      | Philadelphia 76ers     | nessun 3º quintetto   | nessun 3º quintetto    | nessun 3º quintetto |
| 1986-1987 | Hakeem Olajuwon (2)      | Houston Rockets     | Moses Malone (8)         | Washington Bullets     | nessun 3º quintetto   | nessun 3º quintetto    | nessun 3º quintetto |
| 1986-1987 | Magic Johnson (6)        | Los Angeles Lakers  | Isiah Thomas (5)         | Detroit Pistons        | nessun 3º quintetto   | nessun 3º quintetto    | nessun 3º quintetto |
| 1986-1987 | Michael Jordan(2)        | Chicago Bulls       | Fat Lever                | Denver Nuggets         | nessun 3º quintetto   | nessun 3º quintetto    | nessun 3º quintetto |
| 1987-1988 | Larry Bird (9)           | Boston Celtics      | Karl Malone              | Utah Jazz              | nessun 3º quintetto   | nessun 3º quintetto    | nessun 3º quintetto |
| 1987-1988 | Charles Barkley (3)      | Philadelphia 76ers  | Dominique Wilkins (3)    | Atlanta Hawks          | nessun 3º quintetto   | nessun 3º quintetto    | nessun 3º quintetto |
| 1987-1988 | Hakeem Olajuwon (3)      | Houston Rockets     | Patrick Ewing            | New York Knicks        | nessun 3º quintetto   | nessun 3º quintetto    | nessun 3º quintetto |
| 1987-1988 | Michael Jordan (3)       | Chicago Bulls       | Clyde Drexler            | Portland Trail Blazers | nessun 3º quintetto   | nessun 3º quintetto    | nessun 3º quintetto |
| 1987-1988 | Magic Johnson (7)        | Los Angeles Lakers  | John Stockton            | Utah Jazz              | nessun 3º quintetto   | nessun 3º quintetto    | nessun 3º quintetto |
| 1988-1989 | Karl Malone (2)          | Utah Jazz           | Tom Chambers             | Phoenix Suns           | Dominique Wilkins (4) | Atlanta Hawks          |                     |
| 1988-1989 | Charles Barkley (4)      | Philadelphia 76ers  | Chris Mullin             | Golden State Warriors  | Terry Cummings (2)    | Milwaukee Bucks        |                     |
| 1988-1989 | Hakeem Olajuwon (4)      | Houston Rockets     | Patrick Ewing (2)        | New York Knicks        | Robert Parish (2)     | Boston Celtics         |                     |
| 1988-1989 | Michael Jordan(4)        | Chicago Bulls       | John Stockton (2)        | Utah Jazz              | Dale Ellis            | Seattle SuperSonics    |                     |
| 1988-1989 | Magic Johnson (8)        | Los Angeles Lakers  | Kevin Johnson            | Phoenix Suns           | Mark Price            | Cleveland Cavaliers    |                     |
| 1989-1990 | Karl Malone (3)          | Utah Jazz           | Larry Bird (10)          | Boston Celtics         | James Worthy          | Los Angeles Lakers     |                     |
| 1989-1990 | Charles Barkley (5)      | Philadelphia 76ers  | Tom Chambers (2)         | Phoenix Suns           | Chris Mullin (2)      | Golden State Warriors  |                     |
| 1989-1990 | Patrick Ewing (3)        | New York Knicks     | Hakeem Olajuwon (5)      | Houston Rockets        | David Robinson        | San Antonio Spurs      |                     |
| 1989-1990 | Magic Johnson (9)        | Los Angeles Lakers  | John Stockton (3)        | Utah Jazz              | Clyde Drexler (2)     | Portland Trail Blazers |                     |
| 1989-1990 | Michael Jordan(5)        | Chicago Bulls       | Kevin Johnson (2)        | Phoenix Suns           | Joe Dumars            | Detroit Pistons        |                     |